# Neoeutrypanus nobilis
Neoeutrypanus nobilis (лат.) — вид усачей трибы Acanthocinini из подсемейства ламиин.

## Описание
Коренастые жуки с булавовидными бёдрам. От близких видов отличается следующими признаками: переднеспинка с двумя боковыми жёлтыми полосками с извилистым внутренним краем и коричневой центральной фасцией; пронотум с тупым округлым выступом по бокам от середины в передней половине; усики со щетинками; переднегрудь со срединным латеральным бугорком; первый членик задних лапок немного длиннее, чем два следующих вместе.

## Распространение
Встречаются в Южной Америке: Боливия, Бразилия, Перу, Эквадор.